# A/S Knud Jepsen
A/S Knud Jepsen er en dansk producent af kalanchoe-planter, der markedsføres under mærket Queen Flowers. Virksomhedens væksthusgartneri er på 120.000 m2 og det er lokaliseret i Hinnerup ved Aarhus. I 2023 havde de 170 ansatte, hvilket svarede til 130 årsværk. Desuden har de produktion med samarbejdende virksomheder i Tyrkiet, Vietnam og Holland. 
Det nuværende selskab blev etableret i 1987 og ejes af familien Jepsen. I 1939 etablerede Carl Jepsen og hans hustru Gudrun et frilandsgartneri på en fem hektar mark ved Norring Mølle. Senere tog Knud og Ellen Jepsen over og i 1972 begyndte de at producere de første kalanchoe. I 1983 oprettede Knud Jepsen et aktieselskab, og han var nu ejer af virksomheden. Brandet Queen Kalanchoe kom til i 1994.